# Téra (Niger)
Pour les articles homonymes, voir Tera (homonymie).
Téra est une localité et une commune de l'ouest du Niger, chef-lieu du département éponyme de Téra, dans la région de Tillabéri.

## Géographie

### Administration
Téra est une commune urbaine du département de Téra, dans la région de Tillabéri au Niger. C'est le chef-lieu de ce département.
La ville est liée par un accord de coopération avec la ville française de Bonneville (Haute-Savoie) en 2001.

### Situation
Téra est située à environ 80 km à l'ouest-sud-ouest de Tillabéri et 160 km à l'ouest-nord-ouest de Niamey, la capitale du pays
. Elle est frontalière du Burkina Faso à l'ouest.
|                          | Bankilaré |         |
| Seytenga ( Burkina Faso) | Téra      | Kokorou |
|                          | Diagourou |         |

## Histoire
Le toponyme Téra est issu de la langue Gourmantché qui signifie grenouille. 
Après la chute de leur empire en 1591, les réfugiés songhaï s’installent dans l'actuelle région de Téra, dirigés par un descendant de la dynastie régnante Askiya. Abaza, fils d’Alazi, fonde l’État indépendant de Tougana. Sous le fils d’Abaza, Marounfa, Tougana fut vaincu par le Gorouol. Le neveu de Marounfa, Ama Kassa fonde Téra, où se trouve aujourd’hui le quartier de Bégorou. Les règnes des successeurs d’Ama Kassa, Ali Ama, Tienda et Gabélinga, ont été marqués par des conflits armés avec les groupes voisins. 
Vers 1839, Téra et Kokorou sont attaqués par Silanké, un sous-groupe de Peuls venus de Dori au Liptako. Téra appelle à l’aide les Touaregs de la rive gauche du Niger. Les Silanké, alliés à d’autres groupes peuls et aux Kurtey, ont été vaincus lors de deux batailles. Cependant, Téra n’a pas pu se débarrasser des Touaregs, qui ont causé l’insécurité. Bientôt une nouvelle guerre éclate : Téra, toujours alliée aux Touaregs et aux Mossi de Diagourou, est défaite face au Liptako, qui fait environ 2000 prisonniers à Téra. Les Touaregs et les Mossi se retournent contre Téra et expulsent le souverain Gabélinga après avoir assassiné son neveu Sidi. Gabélinga réussit à reprendre le pouvoir à Téra pour la dernière fois en 1878, mais fut assassiné en 1885.
En 1964, la ville devient le chef-lieu de l'une des 32 circonscriptions (arrondissements) du Niger, elle se trouve alors dans le département de Niamey.
Le samedi 27 novembre 2021, un convoi de l'opération Barkhane y est bloqué par des manifestants, entrainant des heurts et la mort de trois manifestants.

## Population
La population de la commune urbaine était estimée à 92 544 habitants en 2011, dont 29 119 habitants pour la ville chef-lieu communal. Cette population est principalement constituée de Songhaïs appelés couramment les Maîgas,. Songhaïs, Touaregs et Mossis sont les principales éthnies de la commune.

## Personnalités liées
- Boubou Hama (1906-1982), homme de lettres, Président de l'Assemblée Nationale (1958-1974)
- Djibo Yacouba (1923-1968), homme politique et diplomate.
- Fatou Djibo (1927-2016), militante des droits des femmes.